# Santuario di Santa Maria in Valle
Il santuario di Santa Maria in Valle è un edificio sacro situato nel comune di Laterina Pergine Valdarno, in provincia di Arezzo, lungo la strada che dalla località di Rimaggio conduce all'Arno.

## Storia e descrizione
La chiesa attuale risale agli anni Quaranta del Seicento e fu eretta su un precedente oratorio. Preceduto sul fronte e sul lato sinistro da un portico con colonne monolitiche, aggiunto nel 1678, presenta una facciata con portale sormontato da timpano spezzato e affiancato da due finestre.
Sulla parte posteriore della copertura, sorretta da capriate lignee, emerge il campaniletto a vela; l'interno, ad aula unica, custodisce numerosi arredi sei-settecenteschi, tra i quali un interessante organo. L'immagine raffigurante la Madonna col Bambino, attribuita all'ambito di Margarito d'Arezzo (seconda metà del XIII secolo), e oggetto di grande devozione popolare, per ragioni di sicurezza è portata nella chiesa solo in occasione delle feste annuali.